# Amélie Rives Troubetzkoy
Amélie Rives Troubetzkoy (ur. 23 sierpnia 1863 w Richmond, zm. 16 czerwca 1945 w Charlottesville) – amerykańska prozaiczka, poetka i dramatopisarka. W twórczości literackiej posługiwała się nazwiskiem Amélie Rives.

## Życiorys
Była córką Alfreda i Sary (Sarah) Macmurdo Rives. W 1888 poślubiła Johna Chanlera. Małżeństwo nie było udane i zakończyło się rozwodem w 1895. W 1896 wyszła powtórnie za mąż za rosyjskiego arystokratę i artystę malarza, księcia Pierre’a Troubetzkoya. Osobą, która ich ze sobą zapoznała, był sam Oscar Wilde. Zmarła 16 czerwca 1945, w Charlottesville w Wirginii.

## Twórczość
Amélie Rives Troubetzkoy pisała przede wszystkim powieści. Jako powieściopisarka zadebiutowała w końcu lat osiemdziesiątych XIX wieku. Wydała wtedy utwory A Brother to Dragons and Other Old-time Tales (1888), Virginia of Virginia (1888), Herod and Mariamne (dramat, 1888), The Quick or the Dead? A Study (1888) i Witness of the Sun (1889). W latach dziewięćdziesiątych kontynuowała karierę prozaiczki publikując powieści According to St. John (1891), Barbara Dering: A Sequel to The Quick or the Dead? (1893), Tanis the Sang-Digger (1893), Athelwold (1893) i Meriel (1898). W pierwszym dziesięcioleciu nowego wieku przedstawiła Augustine the Man (1906), Seléné (1905), A Damsel Errant (1908), The Golden Rose: The Romance of A Strange Soul (1908) i Trix and Over-the-Moon (1909). Kolejne dekady przyniosły jeszcze kilka utworów: Pan's Mountain (1910), Hidden House (1912), World's End (1914), Shadows of Flames (1915), The Elusive Lady, The Ghost Garden (1918), As The Wind Blew (1920), The Sea-Woman's Cloak and November Eve (1923), The Queerness of Celia (1926) i Firedamp (1930). Opublikowała też tomik wierszy As the Wind Blew. Poems (1920).